# Estado-pêndulo

Um mapa dos estados indecisos nas eleições presidenciais de 2024, com base no resultado de 2020. O azul representa o candidato democrata, Joe Biden, e o vermelho representa o candidato republicano, Donald Trump. Os "estados oscilantes" com uma inclinação menor são coloridos em tons mais claros, enquanto os "estados seguros" com uma inclinação mais pesada são coloridos em tons mais escuros.

Na política dos Estados Unidos, um estado-pêndulo (em inglês: swing state), também conhecidos como estados-chaves, ou ainda estados roxos, são aqueles que não votam de maneira consistente ou previsível numa eleição, particularmente nas eleições presidenciais. São, portanto, os estados que definem o resultado eleitoral, e por isso acabam se tornando alvos preferenciais das campanhas.
Como as eleições nos Estados Unidos utilizam o sistema do colégio eleitoral, cada estado realiza separadamente sua eleição, na qual se determina um número de delegados que, somados, elegem o vencedor. A maioria dos estados utilizam um sistema eleitoral majoritário (à exceção de Maine e Nebraska), de modo que, não importando a proporção de eleitores, todos os delegados do estado vão apenas para um candidato. Assim, os estados formam uma tendência ou tradição de voto, optando repetidamente pelo mesmo partido, identificando-se desta maneira os estados vermelhos e azuis (isto é, se a maioria tem preferência pelo partido Republicano ou Democrata, respectivamente). Os estados que alternam entre eleições sua inclinação ideológica e partidária são os estados-pêndulos.
Não há uma definição exata de quais são os estados-pêndulos, cuja designação alterna-se no tempo. A Califórnia, por exemplo, estado com maior número de delegados, já foi considerado um estado republicano no passado, mas hoje é firmemente leal aos democratas, e não é considerada um estado-pêndulo. Por outro lado, a Flórida, estado-pêndulo que foi pivô na controversa eleição de 2000, é hoje identificada como tendente aos republicanos.
Como são os estados mais importantes, os candidatos muitas vezes fazem campanha apenas nos estados-pêndulo, razão pela qual um grupo seleto de estados recebe frequentemente a maioria dos anúncios e visitas dos candidatos.
Na política do Brasil, analogias com o sistema de colégio eleitoral frequentemente identificam o estado de Minas Gerais como um hipotético estado-pêndulo.